# Alle disse øjeblikke
Alle disse øjeblikke er en dokumentarfilm instrueret af Lise Roos.

## Handling
Dokumentarfilm om den del af befolkningen der - først og fremmest på dåbsattesterne - hører hjemme blandt 'de ældre'. En gruppe af dem fortæller om deres fortid og nutid, og kommer med forskellige bud på hvad livskvalitet er.